# Andreas Beck (Schauspieler)

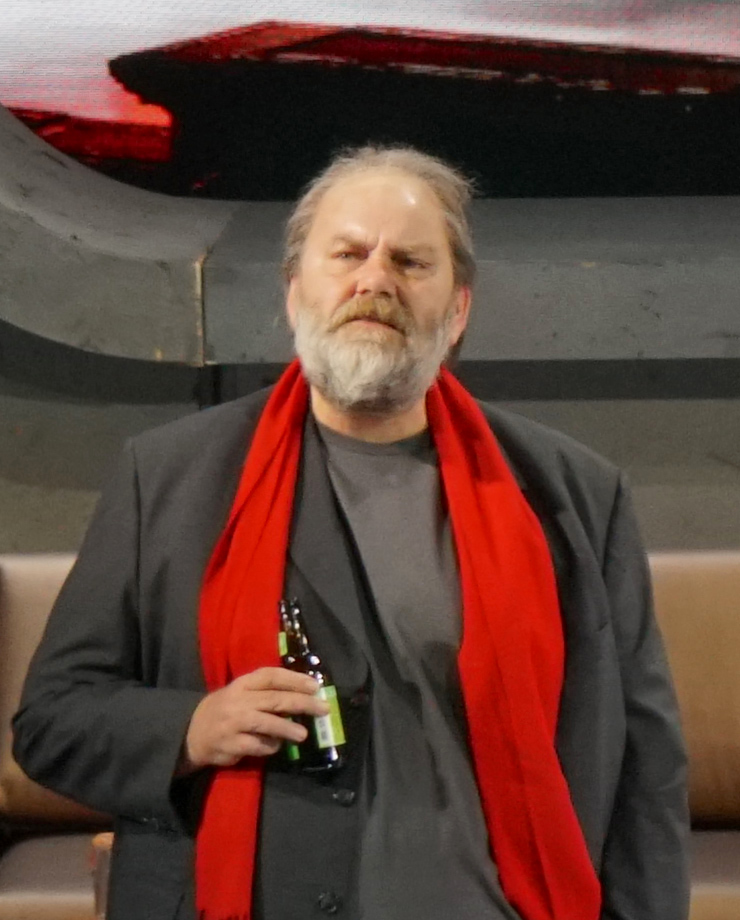
Andreas Beck in seiner Rolle als Wenjamin Olinde im Theaterstück Apokalypse Miau, bei der Aufführung am 15. Dezember 2022 am Volkstheater in Wien

Andreas Beck (* 1964 in Stralsund) ist ein deutscher Schauspieler und Theaterregisseur, der in Wien lebt und arbeitet.

## Leben
Geboren wurde Andreas Beck im Norden der damaligen DDR, heute Mecklenburg-Vorpommern. Zuerst arbeitete er im Theater Stralsund als Beleuchter, studierte dann Schauspiel in Leipzig. Engagements als Schauspieler hatte er zunächst in Eisleben, Berlin und Essen. Von 2005 bis 2010 war Beck Ensemblemitglied am Staatstheater Kassel. Von 2010 bis 2020 war er Ensemblemitglied im Theater Dortmund. Hier war er nicht nur als Schauspieler, sondern auch als Regisseur tätig. Er inszenierte folgende Stücke: Drama Queens – Neue Songs aus der Kantine (2013), Häuptling Abendwind und die Kassierer: Eine Punk-Operette (2015) sowie Die Kassierer und Die Drei von der Punkstelle (2020). Seit der Spielzeit 2020/2021 ist Andreas Beck Ensemblemitglied am Volkstheater (Wien). Große Beachtung fand Andreas Becks Darstellung in dem Stück Der Theatermacher von Thomas Bernhard in einer Inszenierung von Kay Voges. Die Inszenierung war zunächst in Dortmund und dann in Wien zu sehen.

## Hörspiele (Auswahl)
- 2013: Sebastian Büttner, Oliver Hohengarten: Heroin. Kurzfassung (Dr. Heinrich Dreser, Arzt) – Regie: Leonhard Koppelmann (Original-Hörspiel – WDR/Sebastian Büttner/Oliver Hohengarten (Auftragsproduktion))

## Preise
- 2013, 2014 und 2017: Dortmunder Publikumspreis[7]
- 2019: Preis des NRW-Theatertreffen für seine Darstellung als Bruscon in Der Theatermacher[5]